# Università reale di Phnom Penh
L'Università reale di Phnom Penh (o RUPP) è la più grande università pubblica della Cambogia. Sorta nel 1960, conta attualmente oltre 20 000 studenti iscritti.

## Organizzazione
- Facoltà di scienze
  - Dipartimento di biologia
  - Dipartimento di chimica
  - Dipartimento di informatica

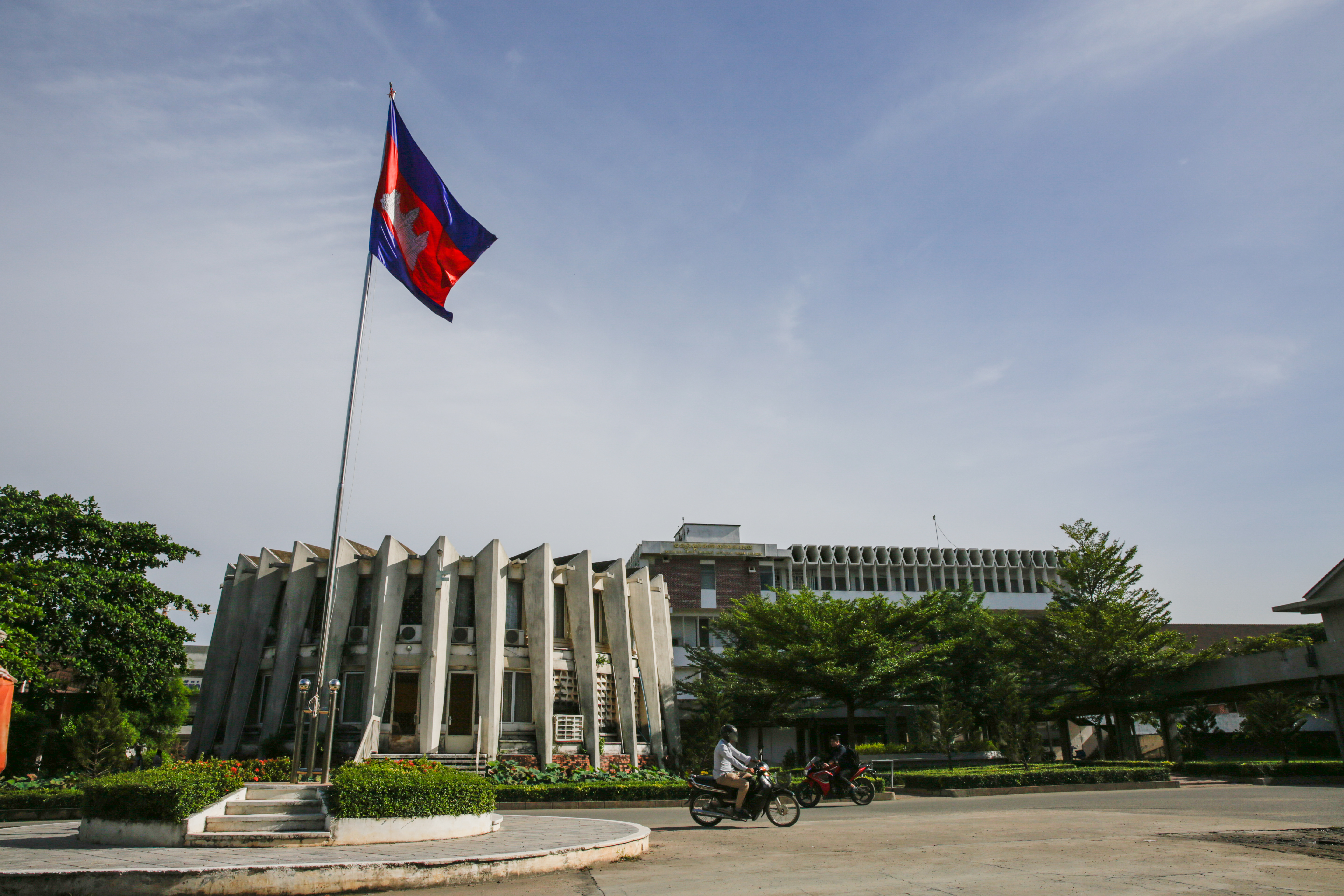
L'Istituto di lingue straniere, la maggiore struttura dell'Università

  - Dipartimento di scienze ambientali
  - Dipartimento di matematica
  - Dipartimento di fisica
- Facoltà di scienze sociali e umanistiche
  - Dipartimento di geografia
  - Dipartimento di storia
  - Dipartimento di business internazionale
  - Dipartimento di letteratura khmer
  - Dipartimento di linguistica
  - Dipartimento di scienze della comunicazione
  - Dipartimento di filosofia
  - Dipartimento di psicologia
  - Dipartimento di sociologia
  - Dipartimento di lavoro sociale
  - Dipartimento di studi turistici
- Facoltà di scienze dello sviluppo
  - Dipartimento di sviluppo comunitario
  - Dipartimento di sviluppo economico
  - Dipartimento di risorse naturali
- Facoltà di ingegneria
  - Dipartimento di bioingegneria
  - Dipartimento di ingegneria informatica e tecnologica
  - Dipartimento di ingegneria delle telecomunicazioni ed elettronica
- Facoltà di educazione
  - Dipartimento di scienze dell'educazione
  - Dipartimento di management
- Istituto di lingue straniere
  - Dipartimento di cinese
  - Dipartimento di inglese
  - Dipartimento di francese
  - Dipartimento di giapponese
  - Dipartimento di coreano
  - Dipartimento di studi internazionali
- Centro di ricerche